# Płytka stacja kolumnowa

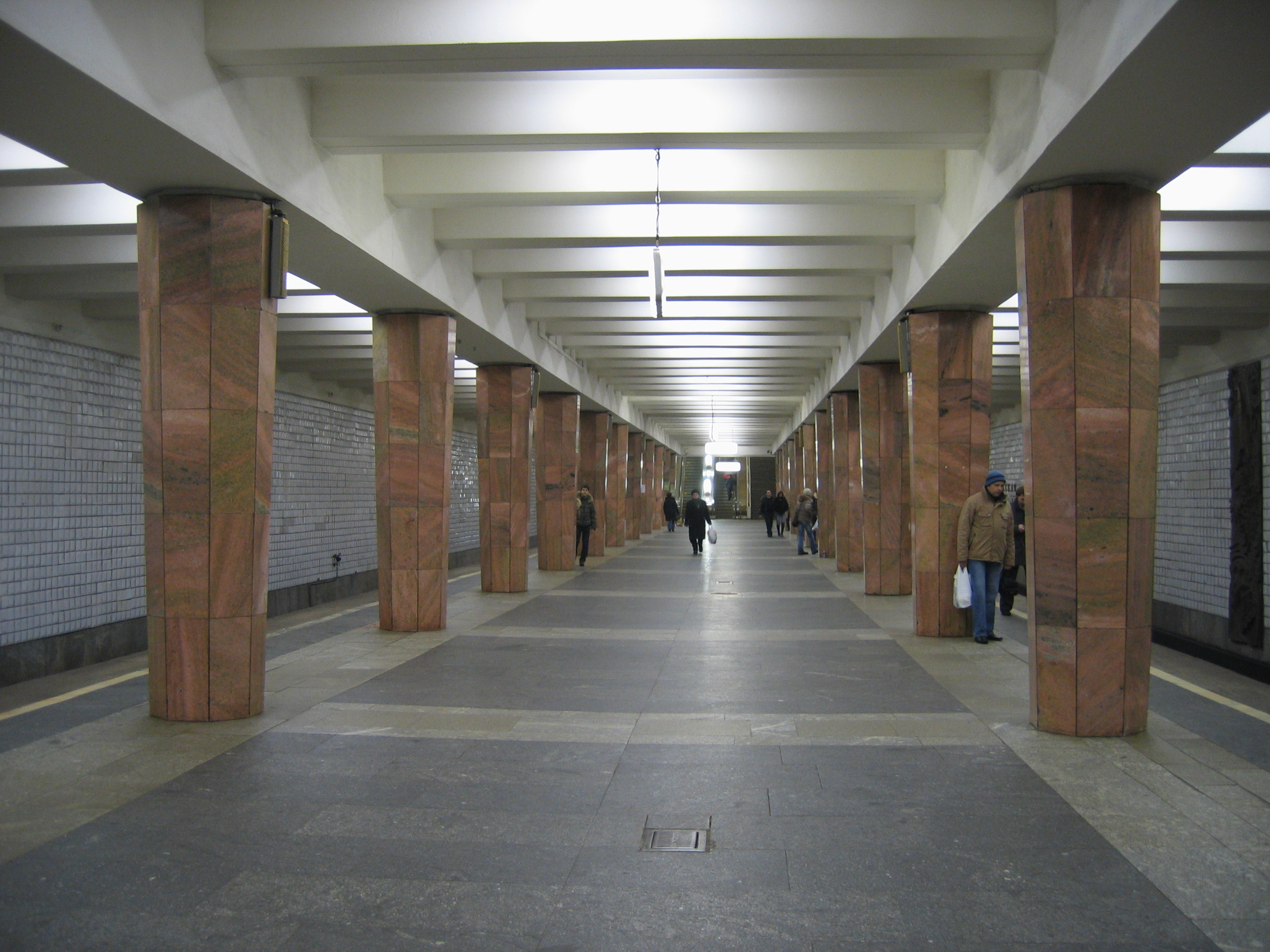
Stacja Kałużskaja, Metro w Moskwie

Płytka stacja kolumnowa – rodzaj konstrukcji stacji metra, gdzie hala peronowa składa się z kilku naw rozgraniczonych jednym lub więcej rzędami kolumn. Kolumny nie przenoszą tak dużych sił jak w przypadku stacji typu głębokiego. Niewielka głębokość pozwala na budowę stacji metodą otwartych wykopów.

## Stacje w Polsce

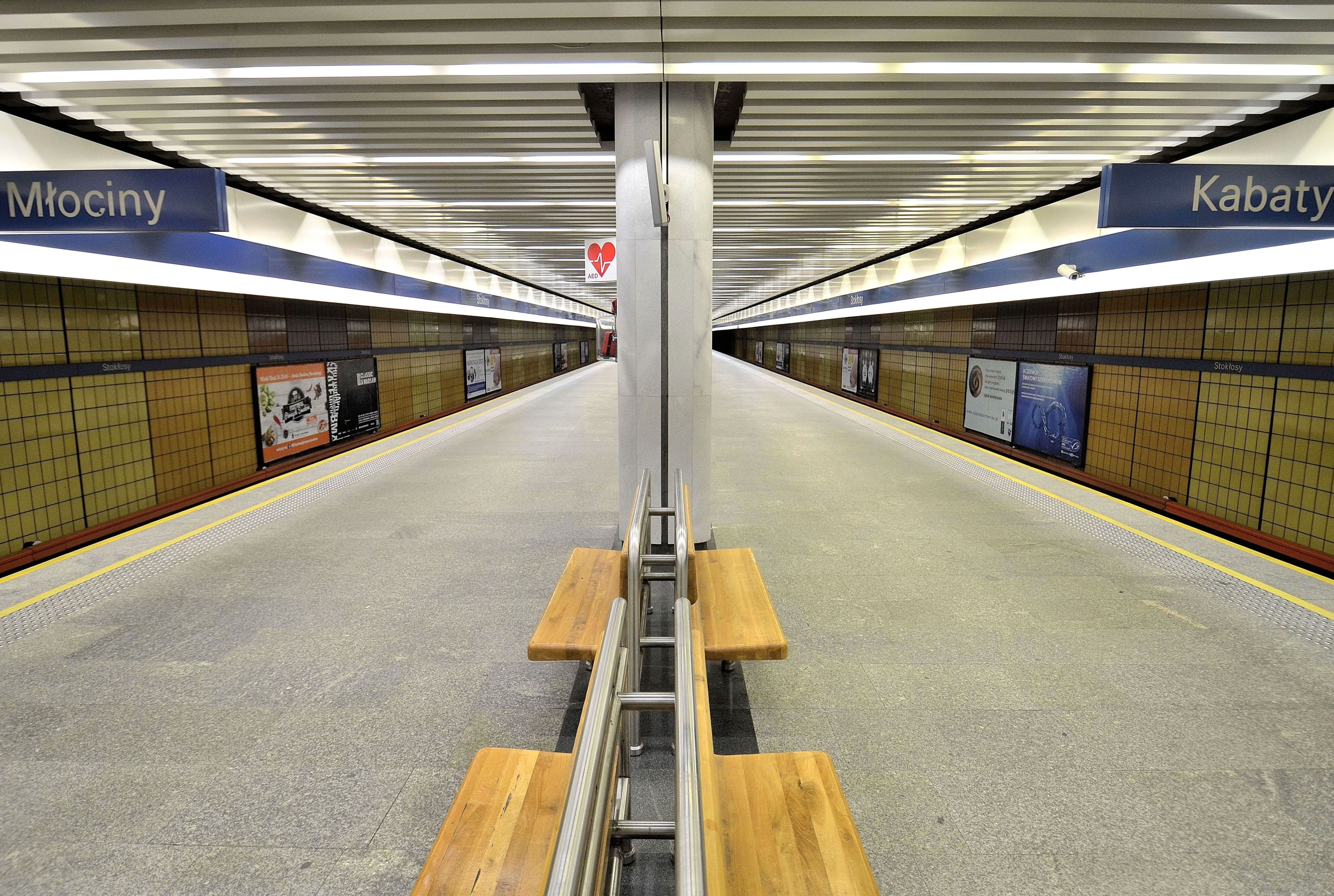
Stacja Stokłosy, warszawskie metro

Warszawskie metro posiada obecnie pięć kolumnowych stacji: Natolin, Imielin, Stokłosy, Ursynów i Służew. Wszystkie posiadają dwie nawy oddzielone jednym rzędem kolumn biegnących w osi peronu wyspowego (zrobionego z prefabrykatów). Rama stacji składa się z monolitycznej płyty dennej, ścian i rzędu kolumn przykrytych żelbetowymi elementami prefabrykowanymi.

## Stacje w Moskwie
Typowa płytka stacja moskiewskiego metra posiada dwa rzędy kolumn równoległe do osi stacji wykonanych ze stali i betonu. Standardowo długość waha się od 102 do 169m, a odstęp między kolumnami od 4 do 6 metrów. Na przestrzeni czasu zmieniała się liczba kolumn od 40 (np. Profsojuznaja), poprzez 26 (np. Ulica 1905 Goda) do 22 (np. Bibiriewo).

## Galeria

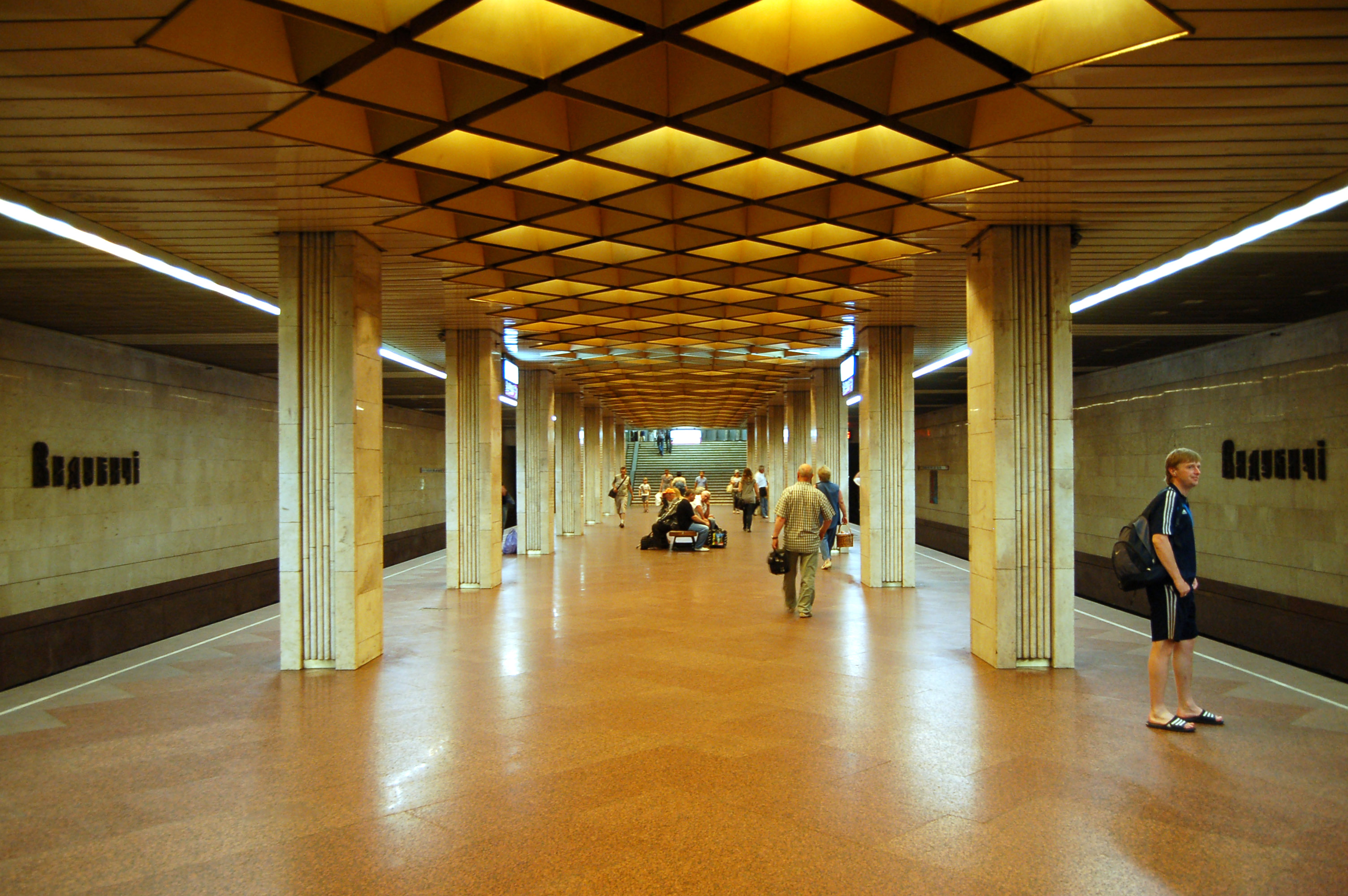
Stacja Widubyczi, Metro w Kijowie
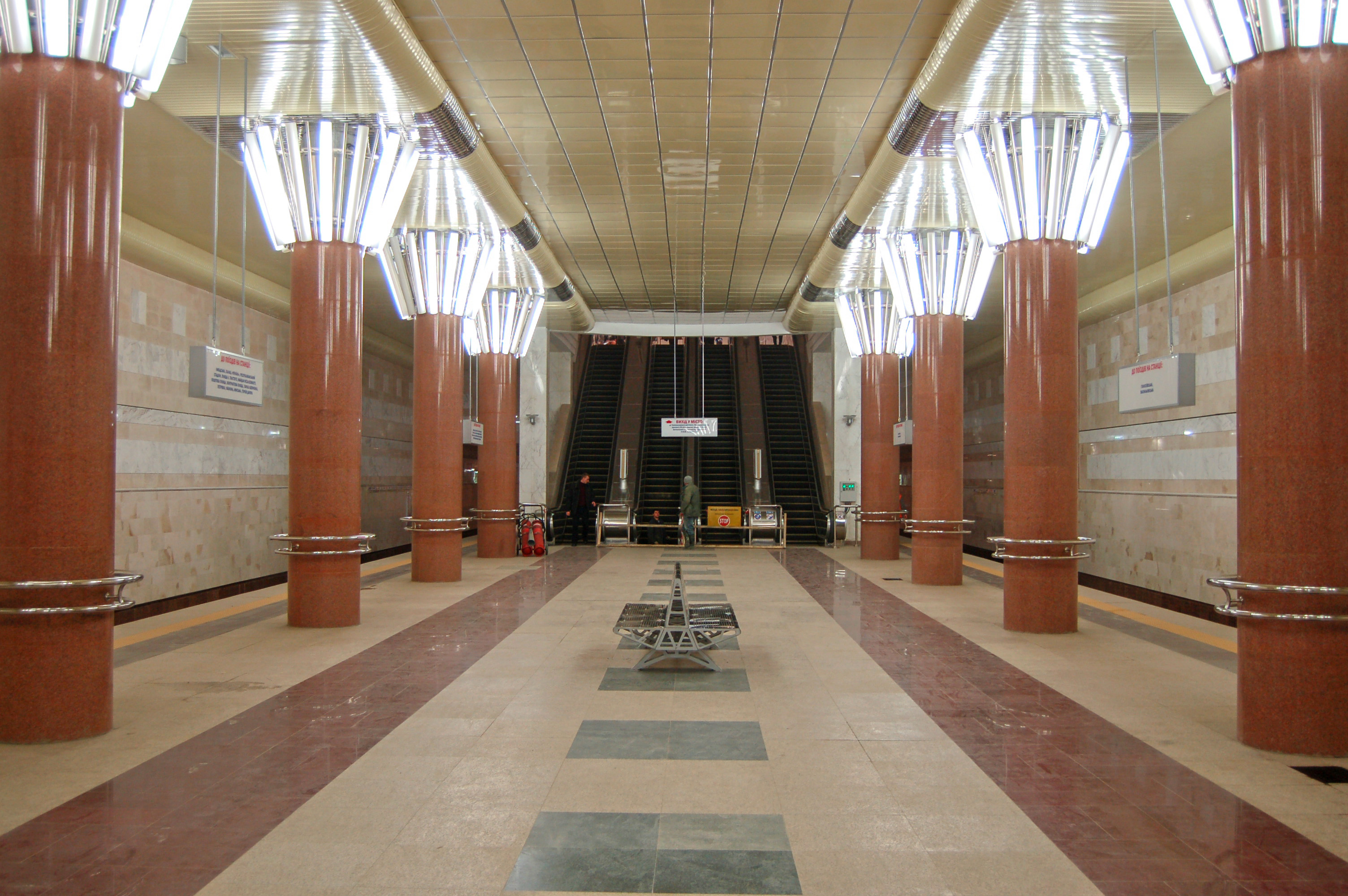
Stacja Demiiwska, Metro w Kijowie
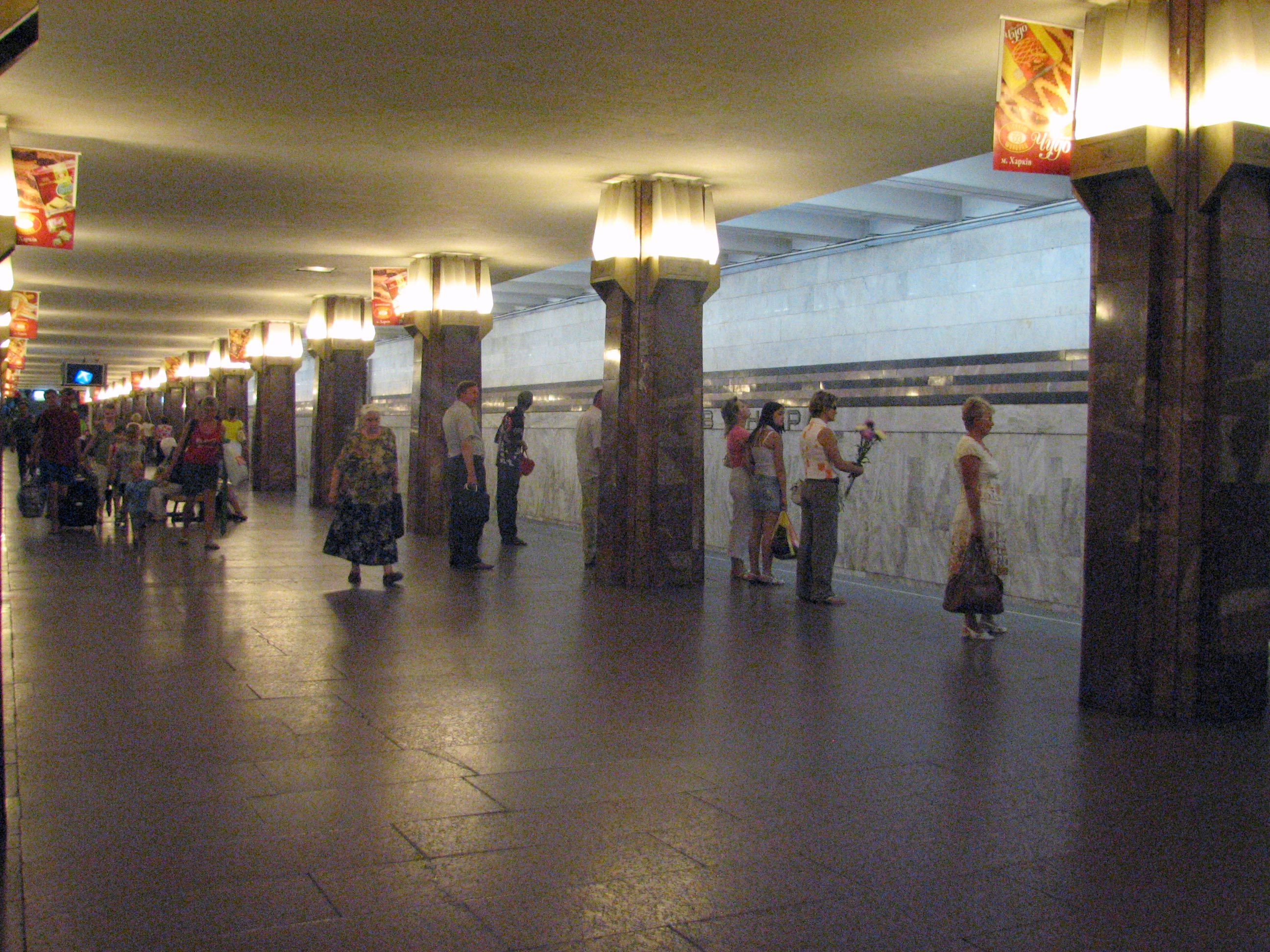
Stacja Bohaterów Dniepra, Metro w Kijowie
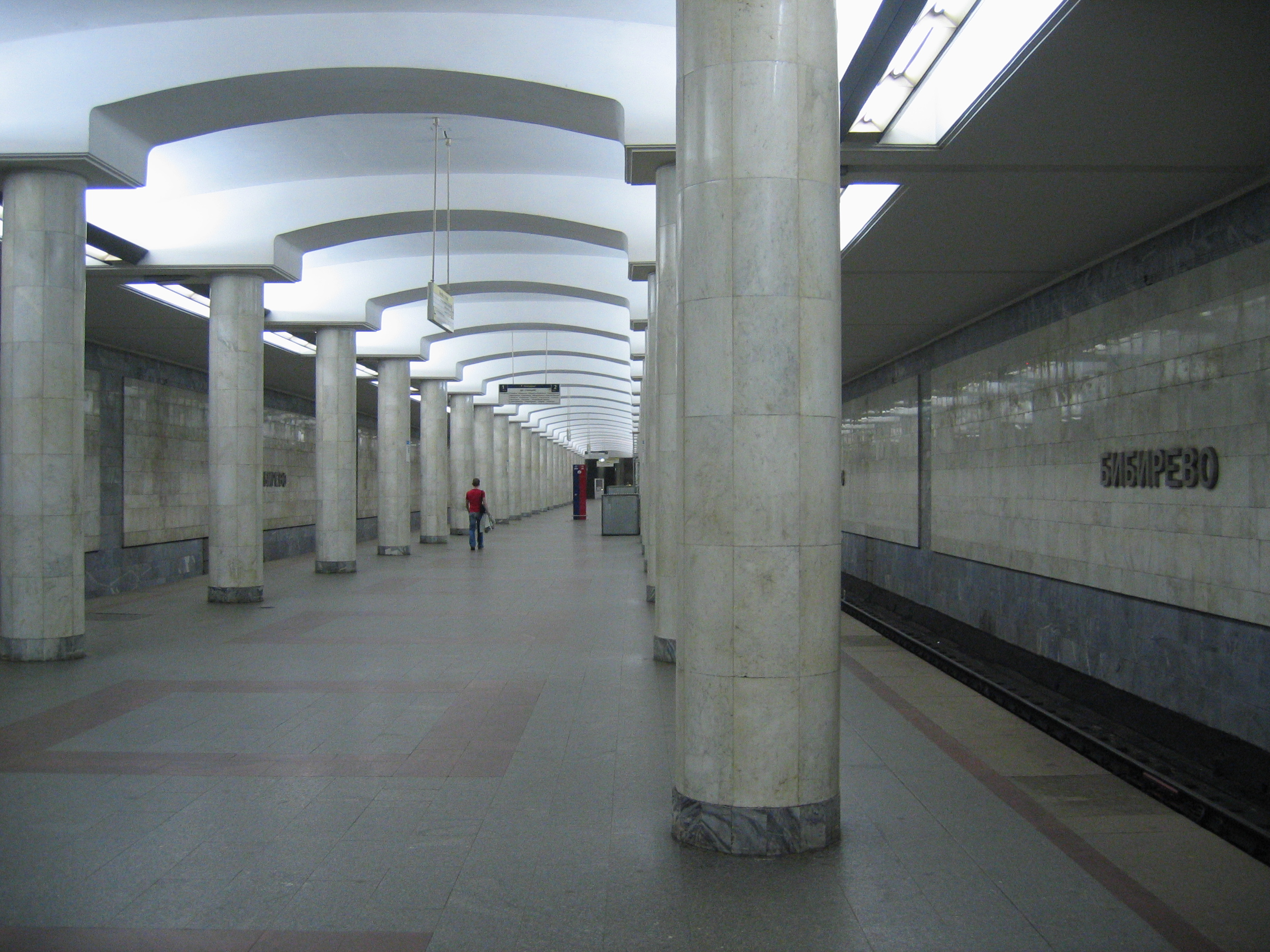
Stacja Bibiriewo, Metro w Moskwie
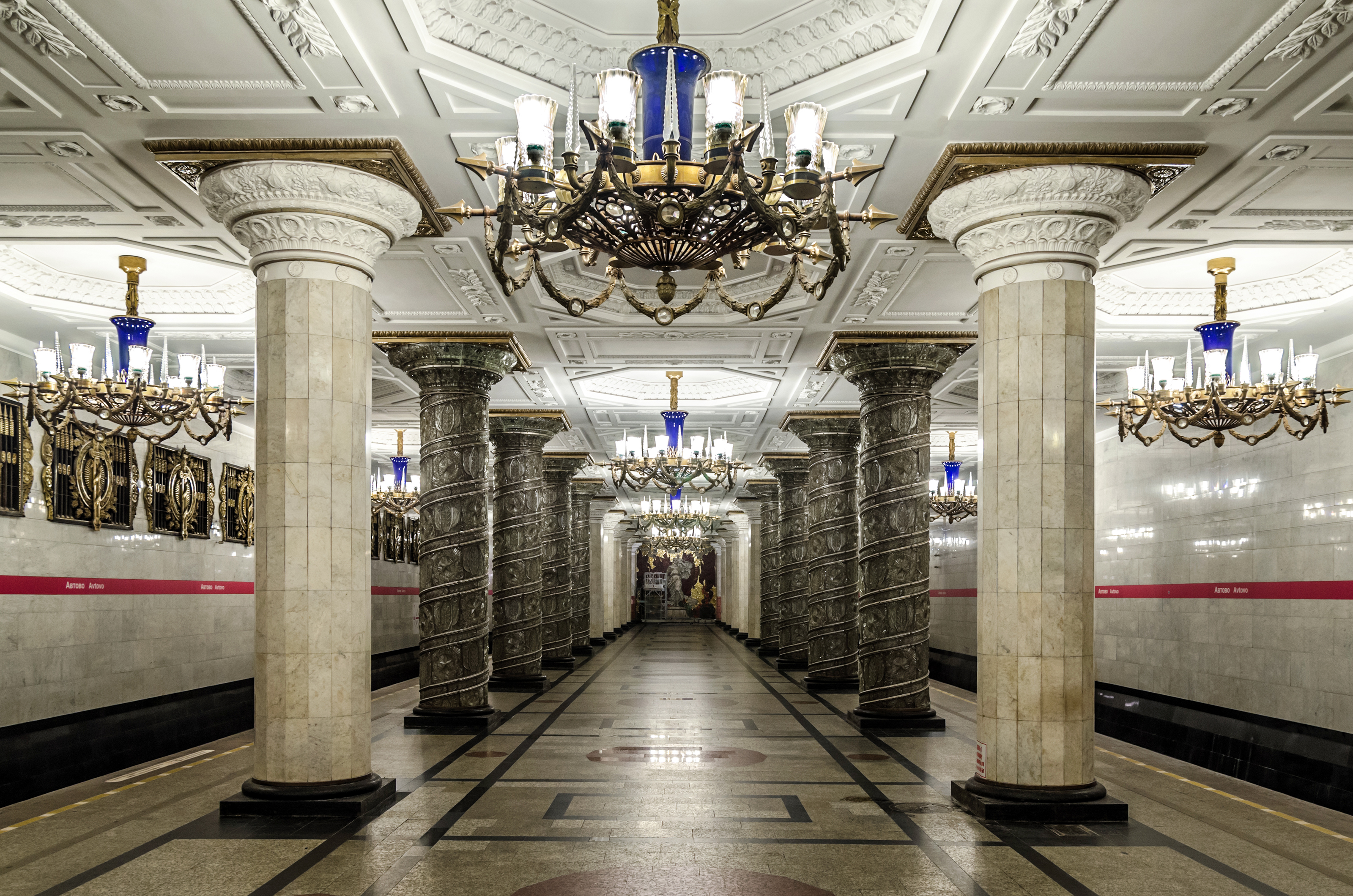
Stacja Awtowo, Metro w Petersburgu